# Розето Валфорторе
Розѐто Валфорто̀ре (на италиански: Roseto Valfortore, на местен диалект Rusìte, Рузите) е село и община в Южна Италия, провинция Фоджа, регион Пулия. Разположено е на 658 m надморска височина. Населението на общината е 1205 души (към 2010 г.).